# Осада Выборга (1495)
Осада Выборга 1495 года — первое крупное событие русско-шведской войны 1495—1497 годов. Русское войско на протяжении двух с половиной месяцев осаждало шведскую крепость Выборг, однако не смогло добиться её взятия и отступило, ограничившись разорением её окрестностей.

## Предпосылки
Причиной первой войны централизованного Русского государства со Швецией стало неравноправное положение русских купцов в торговле на Балтике. Иван III не собирался мириться с этим порядком вещей и в результате одного из пограничных инцидентов объявил Швеции войну. В этой войне союзницей Русского государства выступала Дания, король которой претендовал на шведский трон. Для более оперативного ведения боевых действий великий князь и значительная часть аппарата управления переехали из Москвы в Новгород.

## Ход военных действий
Поход крупного войска на Выборг начался 6 сентября 1495 года из Новгорода. Выборг был для своего времени первоклассной крепостью, поскольку в 1477 году был обнесён каменной стеной с башнями, что значительно увеличивало его боевую устойчивость. С такой мощной крепостью русские войска имели дело впервые.
Русское войско, численность которого оценивается историками до 10 тысяч человек, состояло главным образом из всадников, которые были опытны и хорошо вооружены. Гарнизон Выборга насчитывал в 1471 году 1—3 тысячи человек, но в связи с расширением крепости и появлением в качестве потенциального противника единого Русского государства, его численность по всей вероятности была с тех пор увеличена. В гарнизон входили рыцари замка (свита коменданта), городская стража, крестьянское ополчение из области Нюланд, а также нанятый правителем Швеции Стеном Стуре для защиты Выборга отряд немецких наёмников в 500 человек под командованием капитана Хартвига Винхольта. В подкрепление гарнизону епископ Або прислал свой небольшой отряд рыцарей, также в Выборге собралось немало финского дворянства.

Схема выборгских укреплений

Подступив к крепости, русские воины осадили её c нескольких сторон. Комендант Кнут Поссе вёл довольно активную оборону, стремясь с помощью вылазок нейтрализовать часть разделившихся осаждавших. Однако его мобильный отряд во главе с Магнусом Фрилле попал в засаду и практически весь был уничтожен. Многие воины попали в плен, в том числе и сам Магнус Фрилле.
Поскольку артиллерия («наряд») ещё не прибыла, а наступающие холода заставляли действовать быстро, воевода Даниил Щеня решился на штурм. Как свидетельствуют шведские источники, он был близок к успеху, однако сказалась недостаточная координация штурма с разных сторон, в результате чего нападающим пришлось отступить.
Когда в стан русских прибыл наряд, начался обстрел города. В результате были разрушены две башни и повреждена третья. В стене образовались проломы, за которыми Поссе приказал насыпать земляной вал. Ранним утром 30 ноября русские со множеством лестниц с трёх сторон начали штурм крепости. Захватив одну из башен, русские проникли в город. Однако шведам удалось поджечь Андреасову башню (Святого Андрея), в которой, вероятно, взорвались пороховые запасы. В результате русские понесли серьёзные потери, в том числе, как сообщает шведская Большая рифмованная хроника, потеряв убитым «одного очень дорогого человека, по которому рыдали все русские». Ю. Г. Алексеев предполагает, что речь идёт об Иване Андреевиче Субботе Плещееве, который, вероятно, лично командовал атакой. Штурм был приостановлен, а 4 декабря русские отступили от Выборга, прибыв в Новгород 25 декабря. Причинами этого решения стали наступление холодов, нехватка продовольствия, а также эпидемия чумы, которая разразилась в Западной Финляндии.
По шведским данным, потери русских составляли 16 тысяч человек при общей численности войска 60 тысяч. Ни ту, ни другую цифру нельзя признать достоверной, однако потери при штурме были, несомненно, большими. В качестве причины рассматривается неотработанная на тот момент тактика штурмов крупных крепостей.

## Последствия

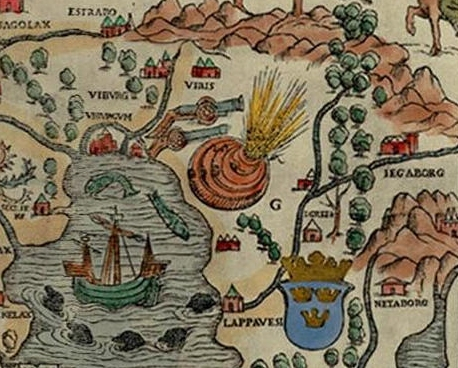
Выборгский гром на Carta Marina 1539 года.

Неудача под Выборгом не позволила Русскому государству закрепить за собой южную Финляндию, однако не привела к переходу военной инициативы к шведской стороне. Усилия Стена Стуре по сбору и отправке к Выборгу войска протекали медленно, а когда эскадра кораблей была оснащена и отправилась в поход, шторм раскидал её у Аландских островов. Таким образом, инициатива осталась за русскими, а нахождение ставки в Новгороде позволяло быстро реагировать на ситуацию. Вскоре в шведские владения были отправлены новые войска, которые разорили все земли южной Финляндии вплоть до Турку (Або).

## В культуре
Память о сильном взрыве в Выборгской крепости 30 ноября 1495 до сих пор сохраняется в финском фольклоре. Он известен как «Выборгский гром» (фин. Viipurin pamaus) и его связывают в разных легендах то с военной хитростью коменданта крепости Кнута Поссе, то с заступничеством небесных покровителей.